# Perry Schwartz
Perry Schwartz (* 27. April 1915 in Chicago, Illinois, USA; † 4. Januar 2001 in Cloverdale, Kalifornien) war ein American-Football-Spieler in der National Football League (NFL) und in der All-America Football Conference (AAFC). Er spielte als End und Defensive End bei den Brooklyn Dodgers und den New York Yankees.

## Spielerlaufbahn

### Collegekarriere
Perry Schwartz besuchte in seiner Heimatstadt die High School. Nach zwei Jahren am Sacramento City College, studierte er von 1935 bis 1937 an der University of California, Berkeley und spielte für deren Footballmannschaft, den "California Golden Bears". 1937 gewann er mit seiner Mannschaft die nationale Collegemeisterschaft. Im selben Jahr konnte er mit seinem Team den Rose Bowl gegen die Auburn University siegreich gestalten. Aufgrund seiner sportlichen Leistungen wurde er in dieser Saison zum All-American gewählt. Sein College zeichnete ihn in allen drei Spieljahren aus.

### Profikarriere
Im Jahr 1938 wurde Schwartz von den Brooklyn Dodgers in der sechsten Runde an 43 Stelle gedraftet. Im selben Jahr verpflichteten die Dodgers das spätere Mitglied in der Pro Football Hall of Fame Frank Kinard. Mit der Mannschaft um All-Star Ace Parker konnte Schwartz keine Meisterschaft gewinnen. Nach der Spielrunde 1942 diente er als Leutnant in der US Navy. Nach Ende des Zweiten Weltkriegs schloss sich Schwartz den New York Yankees, die in der neu gegründeten All-America Football Conference spielten. Bei dem Team aus New York City standen auch seine ehemaligen Mitspielern bei den Dodgers Ace Parker und Pug Manders unter Vertrag. Die von Ray Flaherty trainierte Mannschaft zog in dieser Saison in das AAFC-Endspiel gegen die Cleveland Browns ein. Die von Paul Brown trainierten Browns gewannen das Spiel mit 14:9. Schwartz konnte in dem Spiel einen Pass von Ace Parker fangen und damit einen Raumgewinn von 12 Yards erzielen. Perry Schwartz beendete nach dieser Saison seine Laufbahn.

## Nach der Laufbahn
Perry Schwartz arbeitete nach seinem Laufbahn im öffentlichen Dienst. Nach seiner Pensionierung betrieb er eine Ranch im Mendocino County. Er war verheiratet und hatte eine Stieftochter. Perry Schwartz ist auf dem "Cypress Lawn Memorial Park" in Colma, Kalifornien, beerdigt.

## Ehrungen
Perry Schwartz spielte viermal im Pro Bowl, dem Abschlussspiel der besten Spieler einer Saison. Er wurde viermal zum All-Pro gewählt und wurde in die Cal Athletic Hall of Fame und in die Sacramento City College Athletic Hall of Fame aufgenommen.